# Guilherme Sityá
Guilherme Haubert Sityá (Porto Alegre, 1º aprile 1990) è un calciatore brasiliano, difensore del Konyaspor.

## Carriera
Il 1º luglio 2017 viene acquistato a titolo definitivo dalla squadra polacca dello Jagiellonia.

## Palmarès

### Club

#### Competizioni nazionali
- Coppa di Lega rumena: 1

Steaua Bucarest: 2015-2016